# ثيودورا كانتاكوزين
ثيودورا كانتاكوزين (باليونانية: Θεοδώρα Καντακουζηνή)، (1381 - 1332) ابنة إمبراطور بيزنطة يُوحنَّا السادس قانتاقوزن وآيرين آسانينا. تزوَّجها أورخان غازي سنة 1346م، وبِموجب هذا الزواج وضع العُثمانيُّون خمسة آلاف جُندي تحت تصرُّف البيزنطيين.

## حياتها
ثيودورا هي واحدة من ثلاث بنات للإمبراطور قانتاقوزن وزوجته آسانينا، تزوجت أورخان غازي في يناير 1346، وبِموجب هذا الزواج وضع العُثمانيُّون خمسة آلاف جُندي تحت تصرُّف البيزنطيين. ويبدو أنَّهُ كانت لِلإمبراطور شُروطٌ أُخرى كأن يُمكِّن أورخان زوجته من رؤية عائلتها كُلَّما استبدَّ بها الشوق لِرؤيتهم. وتُشيرُ إحدى السجلَّات إلى أنَّ أورخان أتى مع زوجته هذه إلى جوار أُسكُدار سنة 1347م، حيثُ مدَّ جُنوده سجَّادًا على العُشب، وأتى جُنُودٌ بيزنطيُّون على متن زورق إلى قُرب بُرج العذراء على مدخل مضيق البوسفور، واصطحبوا تُيُودورا إلى قصر والدها، وبعد بقاء تُيُودورا هُناك فترة، وإشباع شوقها لِعائلتها أعادوها إلى جوار بُرج العذراء، وسلَّموها لِجُنُود أورخان.ومن المعلوم أنَّ عُرس تُيُودورا أُقيم في منطقة سيلڤري، وجاءت السُفن العُثمانيَّة إلى هُناك لِأخذ العروس، وانطلقت من مودانيا إلى بورصة، واصطحبتها إلى قصر السُلطان.
بقيت ثيودورا مسيحية حتى بعد زواجها، وكانت نشطة في دعم المسيحيين الذين يعيشون تحت الحكم العثماني، وفي 1347 أنجبت ابنها الوحيد شاهزاده خليل باشا (1347 - 1362م) الذي يشتهر بِسبب حادثة خطفه على يد بعض القراصنة الجنويين وتواسُط الإمبراطور البيزنطي يوحنا الخامس باليولوج لِفدائه وإطلاق سراحه، وتزوج خليل فيما بعد من إيرين ابنة يوحنا الخامس باليولوج وأمها هي هيلانة أخت ثيودورا.
ذهبت إلى القسطنطينية في فبراير 1347 للاحتفال بنصر والدها في الحرب الأهلية، بقيت ثيودورا في البلاط العثماني حتى وفاة أورخان في 1362، وبعدها عادت إلى القسطنطينية، حيث عاشت مع أختها الإمبراطورة هيلانة في قصرها. وسُجنت في إسطنبول لسبب ما لفترة وجيزة في عهد أندرونيكوس الرابع باليولوج.

## مزيد من القراءة
- Nicol، Donald MacGillivray (1996). The Reluctant Emperor: A Biography of John Cantacuzene, Byzantine Emperor and Monk, c. 1295–1383. Cambridge University Press. ISBN:978-0-521-52201-4. مؤرشف من الأصل في 2020-01-24. {{استشهاد بكتاب}}: الوسيط |ref=harv غير صالح (مساعدة)
- Trapp, Erich; Walther, Rainer; Beyer, Hans-Veit; Sturm-Schnabl, Katja (1981). Prosopographisches Lexikon der Palaiologenzeit (بالألمانية). Vienna: Verlag der Österreichischen Akademie der Wissenschaften. Vol. 5. {{استشهاد بموسوعة}}: الوسيط |title= غير موجود أو فارغ (help)